# Бази даних з хімії
Бази даних з хімії — станом на 2015 р. існують бази даних з усіх областей хімії. Багато з них доступні через мережу Інтернет.
Наприклад:
- база даних з неорганічної та органометалічної хімії (https://web.archive.org/web/20061005011921/http://www.cas.org/ONLINE/DBSS/gmelinss.html);
- банк даних про білки (https://web.archive.org/web/20050403202446/http://www.pdb.mdc-berlin.de/pdb/);
- кембріджська кристалографічна база даних (http://www.ccdc.cam.ac.uk/ [Архівовано 20 лютого 2011 у Wayback Machine.]);
- структурна база COD+: (https://crystallography.io [Архівовано 16 травня 2022 у Wayback Machine.])
- різні дані з хімії (https://web.archive.org/web/20070902025853/http://wulfenite.fandm.edu/Data%20/Data.html);
- термодинамічні та фізико-хімічні характеристики органічних сполук (http://webbook.nist.gov/chemistry/ [Архівовано 10 липня 2017 у Wayback Machine.]).